# Lipoprotein a
Lipoprotein(a), kurz Lp(a), ist ein Lipoprotein, dessen Proteinanteil aus Apolipoprotein(a) und Apolipoprotein B-100 besteht. Es ist Bestandteil der Blutfette und besitzt in seinem Aufbau eine große Ähnlichkeit zum LDL-Cholesterin. Für kardiovaskuläre Komplikationen wie Herzinfarkt oder Schlaganfall ist es als ein zusätzlicher unabhängiger Risikofaktor anzusehen, besonders wenn hohe Spiegel im Blut vorliegen. Mutationen im APOB-Gen können defektes ApoB-100 verursachen und dies kann selten zu erblicher Hypolipoproteinämie (FHBL) sowie zu erblichem Ligandendefekt an ApoB-100 (FDB) führen. Im Zusammenspiel mit weiteren Defekten kann es zu Hypocholesterinämie kommen.

## Charakteristik
Lipoprotein(a) wurde 1963 von dem norwegischen Arzt Berg und seinen Mitarbeitern erstmals als lipoprotein associated antigen beschrieben. Es liegt mit seiner Molekülmasse sehr nahe am LDL-Cholesterin. Das Lipoprotein(a) gehört nach seinem Aufbau wie das LDL-Cholesterin zu den Low-Density-Lipoproteinen (LDL) und besitzt neben dem Baustein ApoB-100, der auch im LDL-Cholesterin vorliegt, zusätzlich das Glykoprotein Apo(a). Apo(a) besitzt eine Ähnlichkeit zu Plasminogen, wodurch das Lipoprotein(a) neben seiner atherosklerotischen Potenz auch Thrombosen und Embolien fördern kann.
Analog zum Plasminogen kann es an dessen Bindungsstellen ankoppeln und so dessen thrombolytische Aktivität verhindern. Lipoprotein(a) stellt ein Bindeglied zwischen Blutfetten und Gerinnungsmolekülen im Blut dar. Es gibt noch recht wenig gesicherte Erkenntnisse über seine normalen Aufgaben im Organismus. Es besitzt Wirkungen bei Wundheilung und Blutgerinnung wie das Vitamin C und könnte daher einen physiologischen Schutzmechanismus gegen Folgen eines Vitamin-C-Mangels darstellen. Diese Zusammenhänge sind nach der wissenschaftlichen Literatur aber noch nicht endgültig nachgewiesen.
Die Plasmaspiegel von Lipoprotein(a) sind überwiegend genetisch determiniert und daher sehr stabil. Die Lipoprotein(a)-Bestimmung eignet sich nicht als Screening-Parameter, sondern sollte gezielt erfolgen. Dennoch empfiehlt die European Society of Cardiology eine einmalige Testung im Leben. Trifft einer der folgenden Befunde für einen Patienten mit einer Gefäßerkrankung zu und liegt das LDL-Cholesterin unbehandelt oder behandelt im Normbereich, wird eine Lipoprotein(a)-Bestimmung empfohlen:
- ≥ 2 kardiovaskuläre Ereignisse in den vergangenen 2 Jahren.
- Klinisch und/oder durch bildgebende Verfahren dokumentiert besteht eine progrediente oder rezidivierende kardiovaskuläre Erkrankung trotz effektiver Behandlung anderer vorhandener kardiovaskulärer Risikofaktoren.
- Kardiovaskuläre Komplikationen vor dem 50. Lebensjahr trotz Behandlung vorhandener kardiovaskulärer Risikofaktoren.
- Familiäre Belastung für das Auftreten kardiovaskulärer Komplikationen.

## Lp(a)-Erhöhung
Lipoprotein(a)-Plasmaspiegel ab 30 mg/dl sind mit einem steigenden kardiovaskulären Risiko verbunden und gelten als erhöht. Da die Lipoprotein(a)-Moleküle sich in ihrer Masse, abhängig vom Plasmaspiegel verändern, sollte der Lipoprotein(a)-Plasmaspiegel nach internationaler Übereinkunft heute in nmol/L angegeben werden. Eine direkte Umrechnung ist aufgrund der Änderung der Masse nur annäherungsweise möglich. Das Lipoprotein(a)-vermittelte Risiko für Gefäßerkrankungen (koronare Herzerkrankung, Herzinfarkt, Schlaganfall und Arterielle Verschlusskrankheit) wird durch das Zusammenspiel mit weiteren vorhandenen Risikofaktoren verstärkt. Lipoprotein(a) kann aber auch der primär bestimmende Risikofaktor bei Patienten mit frühzeitig auftretender oder besonders rasch fortschreitender Gefäßerkrankung sein. Lipoprotein(a) akkumuliert an Orten mit bestehendem Gefäßschaden in der inneren Gefäßwand der Arterien. Am umfangreichsten ist die Bedeutung des Lipoprotein(a) für die koronare Herzerkrankung in großen epidemiologischen Studien belegt.
In der Copenhagen City Heart Study wurde 2008 nachgewiesen, dass erhöhte Lipoprotein(a)-Spiegel einen Vorhersagewert für das Auftreten von Herzinfarkten in der Allgemeinbevölkerung besitzen. Oberhalb der 90. Perzentile des Lipoprotein(a) bestand ein 3- bis 4-fach höheres Risiko für das Auftreten eines Myokardinfarktes. Männliche Personen mit hohem Lipoprotein(a) und weiteren kardiovaskulären Risikofaktoren wiesen ein 10-Jahres-Risiko von 35 % auf. Das erhöhte Risiko gilt auch für Patienten unter Statintherapie. Für weibliche Personen älter als 65 Jahre wurde in einer Studie allerdings festgestellt, dass Lp(a) keinen unabhängigen kardiovaskulären Risikofaktor darstellt.

## Therapie der Lp(a)-Erhöhung
Die Plasmaspiegel von Lipoprotein(a) sind genetisch determiniert, sind unabhängig von den Spiegeln anderer Blutfette und sind weder durch die Ernährung noch durch Lebensstiländerungen klinisch relevant zu beeinflussen. Unter der Therapie mit Nikotinsäurepräparaten kann eine etwa 25%ige Absenkung erreicht werden, was bei fortschreitender Gefäßerkrankung nicht ausreicht. Die Problematik der Flush-Nebenwirkungen schränkt die Langzeittherapie auch in Kombination mit dem jüngst zugelassenen ProstaglandinD2-Antagonisten ein (Hemmstoff der Flush-Symptomatik). Mit einem Rote-Hand-Brief wurde am 27. Dezember 2012 schließlich darauf hingewiesen, dass das Medikament Tredaptive (Nikotinsäure/Laropripant) zur Therapie der Lipoprotein(a)-Erhöhung nicht mehr verordnet werden soll. Die Lipidapherese ist gegenwärtig die einzige Möglichkeit einer effektiven gezielten Absenkung des Lipoprotein(a)-Spiegels. Der Einsatz der Lipidapherese zur Behandlung von Patienten mit isolierter Lipoprotein(a)-Erhöhung und therapeutisch nicht beeinflussbarer fortschreitender koronarer Herzerkrankung wurde seit Anfang der 1990er Jahre in Deutschland als Therapieversuch verfolgt. Pionierarbeit leisteten die Universitätskliniken in Berlin und München. Die klinischen Erfolge waren beeindruckend, die Patientenzahl blieb sehr klein. Eine vierjährige, 2013 abgeschlossene multizentrische prospektive klinische Studie Pro(a)LiFe an 170 Patienten zeigte eine durchschnittliche Abnahme von 78 Prozent der koronaren Ereignisse während der zweijährigen Phase der Lipoprotein-Apherese gegenüber den vorhergehenden zwei Jahren unter lipidsenkender Medikation. Allerdings weist diese Studie deutliche methodische Schwächen auf – es handelt sich um eine reine Beobachtungsstudie, und die LDL-C-Senkung war vor Beginn der Lipidapherese deutlich zu gering. Es steht zu postulieren, dass bei besserer pharmakologischer Begleittherapie der Effekt viel geringer gewesen wäre.

### Lipidapherese
Unter dem Begriff Lipidapherese werden ambulant durchgeführte extrakorporale Blutreinigungsverfahren zusammengefasst, die mit Hilfe verschiedener physikochemischer Trennprinzipien (Filtration, Präzipitation oder Adsorption von Plasma oder Vollblut) Blutfette, insbesondere das LDL-Cholesterin und Lipoprotein(a) eliminieren können.
Mit allen gegenwärtig in Deutschland im Routine-Einsatz befindlichen Verfahren ist es möglich pro Therapiesitzung das Qualitätskriterium einer mindestens 60%igen Absenkung von LDL-Cholesterin zu realisieren, bei Lipoprotein(a) werden 70 % erreicht. Die Behandlung erfolgt wöchentlich bis zweiwöchentlich. Die Lipidapherese ist im Rahmen der Behandlung der schweren, auf Medikamente nicht ausreichend ansprechenden Hypercholesterinämie (Erhöhung des LDL-Cholesterins) eine Therapieoption, die aber immer noch in jedem Einzelfall von den Krankenkassen genehmigt werden muss.

#### Übernahme durch die Krankenkassen in Deutschland
Die Lipidapherese ist Bestandteil der Stufentherapie der schweren Hypercholesterinämie, seit 1991 bestehen diesbezüglich Erstattungsrichtlinien für den Bereich der gesetzlichen Krankenversicherung. Im Jahr 1996 wurde die Berücksichtigung des gesamten kardiovaskulären Risikoprofils unter expliziter Einbeziehung des Lipoprotein(a) ergänzt. In der Neufassung im Jahr 2003 wurde Lipoprotein(a) eine indikationsbegründende Bedeutung abgesprochen. Patienten konnten seither nur nach unsicheren Einzelfallentscheidungen der Kassen oder Beschreiten des juristischen Klagewegs behandelt werden. Nach mehrjährigen auch öffentlichen Protesten Betroffener und behandelnder Ärzte revidierte der gemeinsame Bundesausschuss, das Gremium zur Festlegung des Leistungskatalogs der gesetzlichen Krankenversicherung, im Jahr 2008 seine Entscheidung. Folgende Indikationsstellung zur Lipidapherese wurde zugelassen und erläutert:
- Gleichzeitig klinisch und durch bildgebende Verfahren dokumentiert, besteht eine progrediente kardiovaskuläre Erkrankung (koronare Herzerkrankung, periphere arterielle Verschlusskrankheit oder zerebrovaskuläre Erkrankung).
- Mit dem Einsatz der etablierten Behandlungsmethoden ist es nicht gelungen die Progression der Erkrankung zu stoppen.
- Lipoprotein(a) ist mit > 60 mg/dl stark erhöht, das LDL-Cholesterin ist im Normbereich.
- Eine fachkundige Kommission hat eine sorgfältige Einzelfallprüfung vorgenommen und auf Basis einer individuellen Nutzen-Schaden-Abwägung eine positive Empfehlung für den Einsatz der Lipidapherese abgegeben.
- Patienten, die eine Lp(a)-Apherese erhalten sollen, sollten befragt werden, ob sie an klinischen Studien, die den Nutzen der Lp(a)-Apherese evaluieren sollen, teilnehmen möchten oder nicht.

Insgesamt soll laut G-BA-Richtlinien die Lipidapherese als die „ultima ratio“ bei therapierefraktärem Verlauf eingesetzt werden. Im Vordergrund der Abwägung der Indikationsstellung soll das Gesamtrisikoprofil des Patienten stehen. Diese empirisch-pragmatische Indikationsregelung ist patientengerecht. Die Höhe des Lipoprotein(a)-Blutspiegels allein reicht nicht aus, um die Indikation zur Lipidapherese zu stellen. Das Fortschreiten der kardiovaskulären Erkrankung klinisch und bildgebend dokumentiert ist eine wesentliche Bedingung. Der gemeinsame Bundesausschuss forderte als Bestandteil seines Beschlusses die Vorlage weiterer wissenschaftlicher Ergebnisse zur Wirksamkeit der Lipidapherese bei Lipoprotein(a)-Erhöhung parallel zur Erstattung.

#### Wirksamkeit der Lipidapherese bei isolierter Lipoprotein(a)-Erhöhung
Die Wirksamkeit der Lipidapherese bei Lipoprotein(a)-Erhöhung wurde in einer retrospektiven Aufarbeitung in Deutschland anhand der mehrjährigen Verläufe vor und nach Beginn der chronischen Lipidapherese analysiert. Der primäre Untersuchungsparameter war die auf Jahre bezogene Rate an schweren kardiovaskulären Ereignissen (Myokardinfarkt, koronare Intervention, koronare Bypasschirurgie, plötzlicher Herztod). Die mittlere Konzentration von Lipoprotein(a) betrug vor Apherese-Einleitung 118 mg/dl. Der mittlere Talspiegel nach Einleitung der Lipidapherese betrug 33 mg/dl entsprechend einer 72%igen Reduktion. Die Inzidenz schwerer kardiovaskulärer Ereignisse lag bei den Patienten als Mittelwert bei ca. 1/Jahr und stieg dabei im Beobachtungszeitraum vor Apheresebeginn mit zunehmender Krankheitsdauer exponentiell an. Vergleicht man die Klassifikation nach dem Framingham Score, der das hohe Infarktrisiko als > 20 % in 10 Jahren definiert, wird klar, dass ein extremes Risikokollektiv erfasst wurde. Die mittlere Rate schwerer kardiovaskulärer Ereignisse während des Beobachtungszeitraumes unter Apherese betrug nur noch 0,14/Jahr entsprechend einer statistisch aussagekräftigen 86%igen Reduktion der Ereignisrate. Bemerkenswert war der rasche Abfall nach Einleitung der Lipidapherese. Alle eingesetzten Lipidapherese-Verfahren waren diesbezüglich gleichwertig. Diese Ergebnisse bestätigen die Annahme, dass erhöhte Lipoprotein(a)-Spiegel atherothrombotische Komplikationen und einen progredienten Verlauf der Gefäßerkrankung begünstigen, und die Absenkung des Lipoprotein(a)-Spiegels mittels Lipidapherese nachfolgende Komplikationen verhindern kann.
Die Pro(a)life Studie (Lipoprotein Apheresis in Patients With Maximally Tolerated Lipid-Lowering Therapy, Lipoprotein(a)-Hyperlipoproteinemia, and Progressive Cardiovascular Disease) war eine prospektive Beobachtungsstudie an 170 Patienten bundesweit in Deutschland. Die Ergebnisse wurden im September 2013 in Circulation veröffentlicht. Bei den untersuchten Patienten lag ein Lipoprotein(a) Wert von > 60 mg/dl vor und sie zeigten eine schwere progrediente kardiovaskuläre Erkrankung unter maximal möglicher lipidsenkender Medikation (die allerdings aus heutiger Sicht nicht ausreichend war). Nach Beginn der Lipidapherese konnte eine Reduktion der kardiovaskulären Ereignisse von > 80 % beobachtet werden. Die Ergebnisse dieser Studie unterstützen die Annahme, dass Lipoprotein(a) ein eigenständiger Risikofaktor für die fortschreitende kardiovaskuläre Erkrankung ist, wenn alle anderen gleichzeitig vorliegenden Risikofaktoren bestmöglich behandelt sind. Ein Follow-Up der Pro(a)-LiFe-Studie nach fünf Jahren zeigte eine nachhaltige Wirksamkeit der regelmäßigen Lipidapherese. In diesem Zeitraum konnte kein erneuter Wiederanstieg der kardiovaskulären Ereignisse festgestellt werden. Da es sich bei Pro(a)-LiFe um eine reine Beobachtungsstudie handelt, ist die Evidenz für die Lipidapherese dennoch gering.
Lipoprotein(a) kann der primär bestimmende Risikofaktor bei Patienten mit frühzeitig auftretender oder besonders progredienter Gefäßerkrankung sein. Die bisherigen Ergebnisse zur Wirksamkeit der Lipidapherese bestätigen, dass erhöhte Lipoprotein(a)-Spiegel atherothrombotische Komplikationen und einen progredienten Verlauf der Gefäßerkrankung begünstigen, und die Absenkung des Lipoprotein(a)-Spiegels nachfolgende Komplikationen verhindern kann. Der gemeinsame Bundesausschuss hat damit den plausiblen Einsatz der Lipidapherese bei isolierter Lipoprotein(a)-Erhöhung entsprechend der bestverfügbaren Evidenz patientengerecht in eine Erstattungsregelung der gesetzlichen Krankenversicherung übersetzt. Lipoprotein(a) sollte bei familiärer Belastung, frühzeitigem Auftreten von kardiovaskulären Komplikationen und rasch fortschreitender Gefäßerkrankung in die Risikobewertung einbezogen werden. Der genetisch festgelegte Wert braucht grundsätzlich nur einmal bestimmt zu werden. Aufgrund der noch nicht allgemein standardisierten Messmethoden sollten Labors mit Erfahrung in der Fettstoffwechseldiagnostik gewählt werden. Die Lipidapherese steht für Patienten zur Verfügung, bei denen Lipoprotein(a) als dominierender Faktor des schweren Verlaufs ihrer Gefäßerkrankung identifiziert wurde. Weitere wissenschaftliche Ergebnisse sind erforderlich, um die bestehende Erstattungsregelung wissenschaftlich zu untermauern und die Indikationsstellung zu präzisieren.